# الثرمد (السويق)
الثرمد منطقة سكنية تقع في ولاية السويق، التابعة لمحافظة شمال الباطنة في سلطنة عمان وهي من المناطق المشهورة في ولاية السويق حيث تشتهر بكثرة الأسواق من سوق السمك والخضروات وأسواق الخياطة والأسواق التجارية والمطاعم والمقاهي والمحلات التجارية الكبيرة وتشتهر ايضاً بحصن الثرمد. يقدر عدد سكانها بـ 3685 نسمة حسب إحصاء عام 2010 التابع للمركز الوطني للإحصاء والمعلومات الحكومي. رمز المنطقة هو 60620093.

## الوصلات الخارجية
- المركز الوطني للإحصاء والمعلومات، سلطنة عمان